# Richard Aldington
Richard Aldington (născut Edward Godfree Aldington, n. 8 iulie 1892 – d. 27 iulie 1962) a fost un poet și prozator englez, reprezentant de seamă al curentului imagist. Richard Aldington a fost căsătorit cu scriitoarea Hilda Doolittle (1886 - 1961). 

## Opera
- 1916: Imagini vechi și noi ("Images - Old and New ");
- 1918: Război și iubire ("War and Love");
- 1919: Imagini ale plăcerii ("Images of Desire");
- 1929: Moartea unui erou ("Death of a Hero");
- 1930: Cărările gloriei ("Roads to Glory");
- 1937: Cerul însuși ("Very Heaven");
- 1955: Lawrence al Arabiei ("Lawrence of Arabia").